# Фенюк Павло Віталійович
Павло́ Віта́лійович Феню́к (2 березня 1964, Київ) — український баяніст і педагог; член Національної всеукраїнської музичної спілки. Заслужений артист України з 1994 року; лауреат перших премій міжнародних конкурсів баянвстів та акорденістів в Німеччині (1987, 1991), Москві (1990), Італії та Іспанії (1993).

## Життєпис
Народився 2 березня 1964 року в місті Києві. Протягом 1979—1983 років навчався у Київському музичному училищі (клас А. М. Гребенюка); у 1983—1990 роках — Київській консерваторії, у 1990—1992 року там же проходив асистентуру-стажування (клас Миколи Давидова).
Працює в Київській музичній академії: з 1990 року — старший викладач, з 1995 року — доцент, з 2003 року — виконувач обов'язків професора, нині професор кафедри баяна і акордеона. Серед учнів — Сергій Шамрай («B&B Project»).
Автор 4-х випусків «Хрестоматії баяніста», статей до Енциклопедії сучасної України.